# Amphioplus andreae
Amphioplus andreae is een slangster uit de familie Amphiuridae. De wetenschappelijke naam van de soort werd in 1872 gepubliceerd door Christian Frederik Lütken.